# Uroleucon vernoniae
Uroleucon vernoniae är en insektsart. Uroleucon vernoniae ingår i släktet Uroleucon och familjen långrörsbladlöss. Inga underarter finns listade i Catalogue of Life.